# Fox Lake (Montana)
Fox Lake é uma Região censo-designada localizada no estado americano de Montana, no Condado de Richland.

## Demografia
Segundo o censo americano de 2000, a sua população era de 157 habitantes.

## Geografia
De acordo com o United States Census Bureau tem uma área de
14,8 km², dos quais 10,9 km² cobertos por terra e 3,9 km² cobertos por água.

## Localidades na vizinhança
O diagrama seguinte representa as localidades num raio de 48 km ao redor de Fox Lake.